# Епархия Хазарибагха
Епархия Хазарибагха (лат. Dioecesis Hazaribagana) — епархия Римско-Католической церкви c центром в городе Хазарибагх, Индия. Епархия Хазарибагха входит в митрополию Ранчи. Кафедральным собором епархии Хазарибагха является церковь Преображения Господня.

## История
1 апреля 1995 года Римский папа Иоанн Павел II выпустил буллу "Cum ad aeternam", которой учредил епархию Хазарибагха, выделив её из епархии Далтонганджа. В этот же день епархия Хазарибагха вошла в митрополию Ранчи.

## Ординарии епархии
- епископ Charles Soreng (1.04.1995 — 8.09.2012);
- епископ Jojo Anand (8.09.2012 — по настоящее время).

## Источник
- Annuario Pontificio, Libreria Editrice Vaticana, Città del Vaticano, 2003, ISBN 88-209-7422-3
- Булла Cum ad aeternam  (лат.)